# Рейчел Блейклі
Рейчел Лей Блейклі (англ. Rachel Leigh Blakely, нар. 28 липня 1968) — австралійська актриса. Її роботи включають такі фільми, як Любов допоки, Молодий Геркулес і Counterstrike, а також поява в ролі гостя на телевізійних шоу Ксена: принцеса-воїн, Коронер держави і Фліппер. Найбільш відома ролями Маргарити Крукс і Гленди Фрай з т/с Загублений світ і Непокірна.

## Особисте життя
Блейклі народилася 28 липня 1968 р. в Борнео. Її батько, Гарольд Блейклі, американець, а мати — австралійка. У зв'язку з нафтовим бізнесом свого батька, сім'я, в тому числі і Рут, молодша сестра Рейчел, переїжджали в ряді країн протягом багатьох років, допоки не зупинилися на австралійській фермі, коли Рейчел виповнилось дванадцять років.
Перш ніж вона стала актрисою Рейчел працювала викидайлом в нічному клубі, моделлю і кухарем. Колишній чоловік запропонував їй піти на прослуховування для ролі в Сусідах.
У вільний час Рейчел займається кемпінгом, шиттям, живописом, кулінарією. Її улюблені автори — Маргарет Етвуд і Трейсі Шевальє, фільми — Королева Марго і Розсікаючи хвилі.
Рейчел вийшла заміж за актора Пітера Крейга в 1990 р., але вони розлучилися кілька років потому. Вона зустріла свого нинішнього партнера, каскадера Шона Рігбі, під час зйомок Казки Південних морів. Їх перша дитина, Лі Купер Рігбі, народилася у вересні 2003-го, друга, Неш Рігбі, на початку 2009 р. 